# Bagodares sturnularia
Bagodares sturnularia es una especie de polillas de la familia Geometridae. La especie fue descrita por primera vez por George Claridge Druce habiendo sido descrita en 1893, con distribución en México, Panamá, Perú y Brasil. Los sintipos de la epecie fueron descritos a nivel del Volcán Barú a una altitud de 2000 a 3000 pies (609,6 a 914,4 m) sobre el nivel del mar.